# Ерік Брун
Ерік Белтон Еверс Брун (дан. Erik Belton Evers Bruhn; 3 жовтня 1928, Копенгаген — 1 квітня 1986, Торонто) — данський танцівник і хореограф.

## Біографія

Е.Брун і М.Толчіф, 1961 рік

З 1937 року навчався в Королівському балеті Данії. Дебютував в 1946 в ролі Адоніса в балеті Харальда Ландера Торвальдсен. З 1949 року — соліст. У 1949 році був прийнятий в трупу  Американського театру балету, де виступав протягом 9 років. У 1955 році танцював в балеті «Жизель» в парі з Алісією Марковою, виступ викликав сенсацію. Часто виступав у дуеті з Карлою Фраччі, в 1969 році був знятий фільм-балет «Жизель», що відобразив на кіноплівці цей дует. Найбільш відомі його ролі в спектаклях  «Сильфіда»,  «Жизель», «Лебедине озеро». Очолював Королівський балет Швеції в 1967—1973, Національний балет Канади в 1983—1986. З 1961 по 1986 роки був близький з  Рудольфом Нурієвим. Помер 1 квітня 1986 року в Торонто від СНІДу у віці 57 років. Вважається одним з найвидатніших танцівників класичного балету XX століття. З 1988 року в пам'ять про це танцівника в Торонто проходить щорічний Міжнародний конкурс на приз імені Еріка Бруна.

## Репертуар
- 1975 — «Епілог» * на музику IV частини П'ятої симфонії Густава Малера, хореограф Джон Ноймайєр (партнерка — Наталія Макарова).

(*) — Перший виконавець партії.
 

## Особисте життя
У Еріка Бруна була наречена, знаменита красуня-балерина Марія Толчіф (1925—2013), чий батько був індіанцем.
Але в 1961 році він зустрівся зі знаменитим танцівником Рудольфом Нурієвим (1938—1993).
Брун і Нурієв стали парою і зберігали свої відносини протягом 25 років, до самої смерті Бруна.

## Ролі в кіно
- У 1952 знявся в стрічці Чарльза Відора «Ханс Крістіан Андерсен», де танцював разом з Зізі Жанмер.
- У 1969 знявся в кіно фільмі-балеті режисерів Хьюго Нібелінга і Девіда Блера «Жизель» в дуеті з Карлою Фраччі  і трупою ABT.